# Sous les étoiles
Albums de Tryo
Ce que l'on sème
(2008) Ladilafé
(2012)
Singles
1. Consommez

Sous les étoiles est un CD live de Tryo, sorti le 30 novembre 2009. Il est sorti un an après leur quatrième album studio. Il est accompagné d'un DVD retraçant les coulisses de la tournée de l'été 2009 ainsi que des clips des chansons Ce que l'on s'aime, El dulce de leche et Toi et moi.

## Liste des titres
| No  | Titre                    | Durée |
| --- | ------------------------ | ----- |
| 1.  | Intro - sous les étoiles | 0:49  |
| 2.  | Ce que l'on s'aime       | 3:20  |
| 3.  | Mrs Roy                  | 5:29  |
| 4.  | Cinq sens                | 5:29  |
| 5.  | Si la vie m'a mis là     | 7:44  |
| 6.  | El dulce de leche        | 4:40  |
| 7.  | Abdallâh                 | 4:16  |
| 8.  | Serre-moi                | 5:31  |
| 9.  | Jocelyne                 | 3:54  |
| 10. | G8                       | 5:02  |
| 11. | L'air du plastique       | 4:26  |
| 12. | Toi et moi               | 5:52  |
| 13. | Le poinçonneur des Lilas | 4:28  |
| 14. | Désolé pour hier soir    | 9:18  |
| 15. | Marcher droit            | 5:42  |
| 16. | Consommez                | 3:21  |